# Train d'or de Wałbrzych

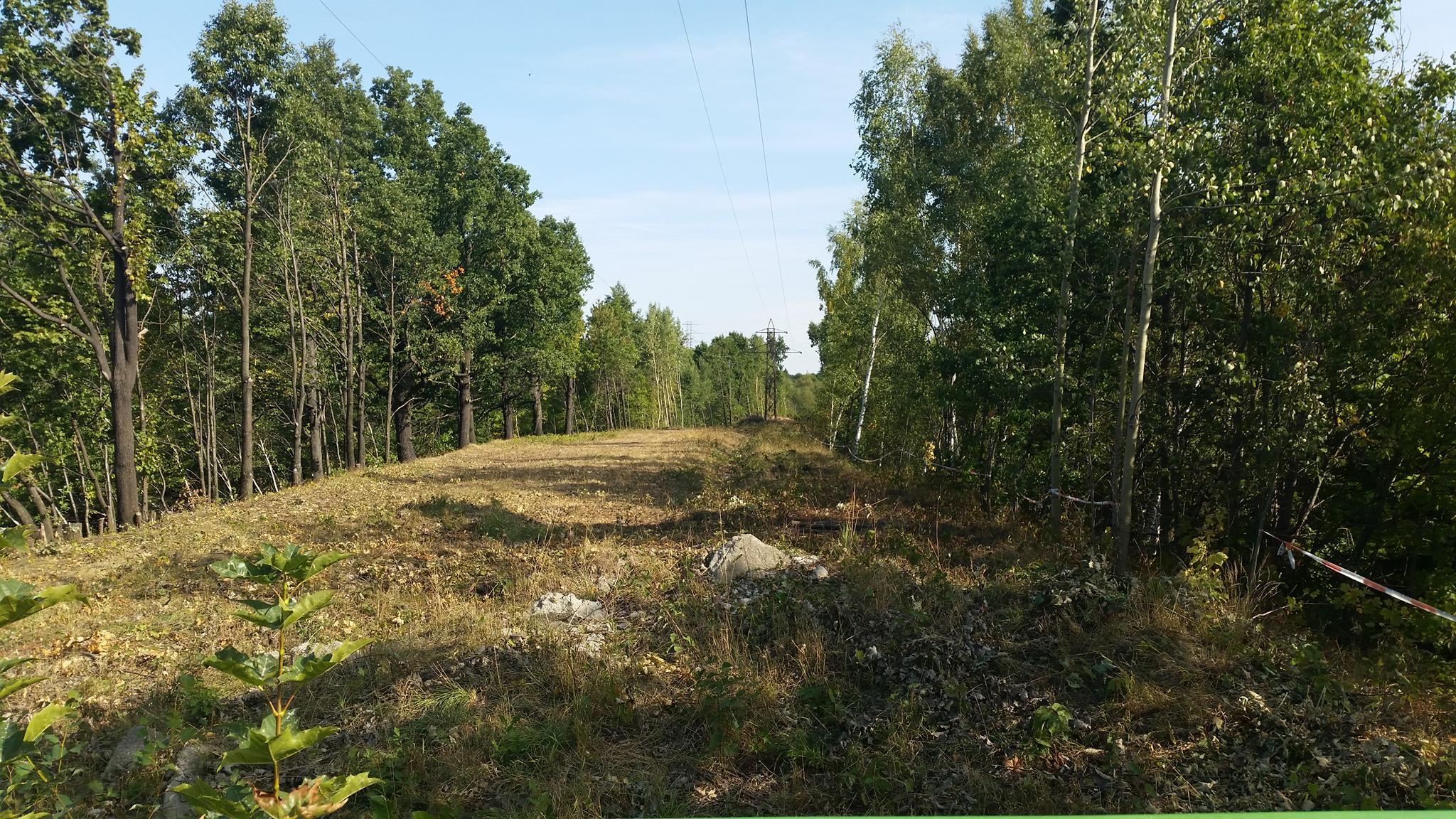
Zone de remblai considérée en 2015-2016 comme la possible cachette d'un train.

Le train d'or de Wałbrzych est une rumeur locale désignant un ou plusieurs trains conduits par les nazis pendant la Seconde Guerre mondiale, transportant les biens volés principalement aux Juifs. En janvier 1945, vers la fin de la guerre, ils auraient été cachés et enterrés en Basse-Silésie, une région de Pologne qui faisait auparavant partie de l'Allemagne.
Deux chasseurs de trésor, l'allemand, Andreas Richter, et le polonais, Piotr Koper, ont déclaré en août 2015, connaître précisément l'emplacement du train d'or à l'appui de relevés topographiques. Des recherches ont alors été organisées pour retrouver ce train. Cette rumeur repose en effet sur deux faits. D'une part, les trésors  camouflés par les nazis à la fin de la guerre n'ont, pour partie, pas encore été retrouvés. D'autre part, l'existence d'un tunnel, du fait des anomalies dans le terrain, n'est pas tout à fait réfutée par les géologues locaux. À l'époque, les nazis s'étaient engagés dans un immense projet de construction souterraine destiné à devenir le quartier général de l'armée d'Hitler. Ce projet  baptisé Riese signifiant « géant » en allemand, n'a pu aboutir.
Les recherches menées en 2015-2016 par Richter et Koper suscitent un important intérêt médiatique mais les fouilles restent sans résultats et le professeur de géologie Janusz Madej déclare en décembre 2015 à l'AFP que des études magnétiques et gravimétriques ainsi que l'usage du géoradar lui donnent la certitude absolue que le site ne recèle aucun train mais peut-être un tunnel. Le 24 août 2016, Richter et Koper reconnaissent que ce qu'ils avaient pris pour le gîte du train était une cavité créée par un iceberg. Malgré leur intention de reprendre leurs recherches en septembre, l'enthousiasme du public se refroidit. La nouvelle publicité faite au thème du train de l'or a cependant permis un certain essor économique dans la région polonaise de Walbrych, qui était jusqu'alors sinistrée depuis la fermeture de pas moins de cinq mines depuis les années 1990,.